# 交通統計研究所
一般財団法人交通統計研究所（こうつうとうけいけんきゅうじょ）とは、交通統計データの収集・整理、交通運輸に関する調査・分析を実施している法人。元国土交通省所管。
1962年4月1日、財団法人として設立。
2013年4月1日、一般財団法人に移行。

## 活動内容
- 交通・運輸に関するデータ収集、調査
- 機関誌「交通と統計」の発行

## 本部所在地
- 東京都千代田区神田三崎町3-8-5千代田JEBL7階